# Incontri ravvicinati (film)
Incontri ravvicinati (Official Denial) è un film televisivo del 1993 diretto da Brian Trenchard-Smith.
Si tratta del primo film a essere stato realizzato per l'emittente Sci-Fi Channel.

## Trama
Paul Corliss dichiara di essere stato rapito dagli alieni e di essere in grado di stabilire con loro un dialogo telepatico. Naturalmente nessuno gli crede, nemmeno la moglie Annie che inizia a temere che l'uomo possa essere impazzito.
Il Majestic Group, un'agenzia governativa segreta creata per indagare sull'esistenza degli alieni, rapisce l'uomo per costringerlo a comunicare con Dos, unico alieno sopravvissuto allo schianto di un UFO.

## Produzione
Si tratta del primo film a essere stato realizzato per l'emittente Sci-Fi Channel.
Inizialmente il titolo previsto per il film doveva essere "Progenitor".